# Antonio David Jiménez
Antonio David Jiménez Pentinel (ur. 18 lutego 1977 w Sewilli) – hiszpański lekkoatleta, specjalizujący się w biegach długodystansowych, uczestnik letnich igrzysk olimpijskich w Atenach (2004).  Sukcesy odnosił również w biegach przełajowych.

## Sukcesy sportowe
- sześciokrotny mistrz Hiszpanii w biegu na 3000 m z przeszkodami – 2001, 2002, 2004, 2005, 2006, 2007
- mistrz Hiszpanii w biegach przełajowych (na krótkim dystansie) – 2002[1]
- halowy mistrz Hiszpanii w biegu na 3000 m – 2001, 2002, 2004[2]
- reprezentant kraju w pucharze Europy (dwa zwycięstwa indywidualne w superlidze)[3]

| Rok  | Miasto    | Zawody                                    | Konkurencja                                             | Wynik                     |
| ---- | --------- | ----------------------------------------- | ------------------------------------------------------- | ------------------------- |
| 1999 | Göteborg  | młodzieżowe mistrzostwa Europy            | bieg na 3000 m z przeszkodami                           | brązowy medal             |
| 2001 | Tunis     | igrzyska śródziemnomorskie                | bieg na 3000 m z przeszkodami                           | złoty medal               |
| 2001 | Thun      | mistrzostwa Europy w biegach przełajowych | indywidualnie (długi dystans) drużynowo (długi dystans) | brązowy medal złoty medal |
| 2001 | Edmonton  | mistrzostwa świata                        | bieg na 3000 m z przeszkodami                           | 6. miejsce                |
| 2001 | Lizbona   | halowe mistrzostwa świata                 | bieg na 3000 m                                          | 12. miejsce               |
| 2002 | Monachium | mistrzostwa Europy                        | bieg na 3000 m z przeszkodami                           | złoty medal               |
| 2002 | Wiedeń    | halowe mistrzostwa Europy                 | bieg na 3000 m                                          | srebrny medal             |
| 2002 | Dublin    | mistrzostwa świata w biegach przełajowych | drużynowo (krótki dystans)                              | brązowy medal             |
| 2004 | Atlanta   | igrzyska olimpijskie                      | bieg na 3000 m z przeszkodami                           | 14. miejsce               |
| 2004 | Budapeszt | halowe mistrzostwa świata                 | bieg na 3000 m                                          | 4. miejsce                |
| 2005 | Almería   | igrzyska śródziemnomorskie                | bieg na 3000 m z przeszkodami                           | srebrny medal             |
| 2005 | Helsinki  | mistrzostwa świata                        | bieg na 3000 m z przeszkodami                           | 6. miejsce                |
| 2006 | Göteborg  | mistrzostwa Europy                        | bieg na 3000 m z przeszkodami                           | 5. miejsce                |

## Rekordy życiowe
- bieg na 1500 metrów – 3:43,23 – 2002
- bieg na 1500 metrów (hala) – 3:44,16 – Saragossa 31/01/2004
- bieg na 2000 metrów – 5:04,91 – Rivas-Vaciamadrid 11/06/2002
- bieg na 3000 metrów (stadion) – 7:50,30 – Andújar 05/09/2000
- bieg na 3000 metrów (hala) – 7:46,49 – Wiedeń 02/03/2002
- bieg na 10 000 metrów – 30:09,19 – Dénia 12/04/2008
- bieg na 10 kilometrów – 30:30 – Jaén 16/01/2008
- półmaraton – 1:04:50 – Azkoitia 26/03/2011
- bieg na 2000 metrów z przeszkodami – 5:18,65 – Huelva 07/06/2005 (rekord Hiszpanii)
- bieg na 3000 metrów z przeszkodami – 8:11,52 – Sewilla 08/06/2001